# Orlando Geisel
Orlando Beckmann Geisel (Bento Gonçalves, 5 de setembro de 1905 – Brasília, 30 de maio de 1979) foi um general de exército brasileiro, Ministro do Exército, durante o Governo Emílio Médici.

## Carreira Militar
Filho de August Wilhelm Geisel e Lídia Beckmann, era irmão mais velho de Ernesto Geisel. Nasceu em 5 de setembro de 1905, passando a infância e a juventude em Teutônia e Estrela.
Estudou no Colégio Militar de Porto Alegre, onde foi o primeiro aluno da turma em 1922. Ingressou na Escola Militar do Realengo, no Rio de Janeiro, então Distrito Federal, em fevereiro de 1923. Foi declarado aspirante-a-oficial da arma de artilharia em dezembro de 1925. Na mesma data, foi promovido a segundo-tenente e em janeiro de 1928 a primeiro-tenente.
Participou da Revolução de 1930, levantando a guarnição de Cachoeira do Sul, na qual comandava uma bateria de artilharia. Após a vitória do movimento e a instalação do Governo Provisório chefiado por Getúlio Vargas, serviu como subcomandante do 6º Regimento de Artilharia Montada, sediado em Cruz Alta, entre agosto e outubro de 1931, e do 3º Grupo Independente de Artilharia, sediado em Bagé, de novembro desse último ano a janeiro de 1932. Tomou parte, também como comandante de bateria, do combate à Revolução Constitucionalista de São Paulo, deflagrada em julho de 1932 contra o Governo Provisório. Com a vitória das forças legalistas no início de outubro, voltou ao subcomando do 3º Grupo Independente de Artilharia, onde permaneceu até fevereiro de 1933, quando foi promovido a capitão.
Foi um instrutor muito conceituado da Escola de Aperfeiçoamento de Oficiais e da Escola de Estado-Maior, onde trabalhou entre fevereiro de 1938 e novembro de 1940. Foi promovido a major em dezembro de 1941 e a tenente-coronel em março de 1945.
Comandou o 1º Grupo de Obuses 155, no Rio de Janeiro, de maio de 1946 a junho de 1947. Em seguida, passou a servir como adjunto na 3ª Seção do Estado-Maior Geral — designação que tinha então o Estado-Maior das Forças Armadas, onde permaneceu até dezembro de 1949.
Foi adjunto do adido militar em Washington a partir de fevereiro de 1950. Fez os cursos de comando e estado-maior do Exército Norte-Americano e em janeiro de 1952, ainda nos Estados Unidos, foi promovido a coronel. Exerceu suas funções até março desse mesmo ano e, de volta ao Brasil, ocupou entre abril e dezembro, a chefia do gabinete da Diretoria de Motomecanização. Foi diretor de ensino da Escola de Estado-Maior de 1953 a 1955. Em fevereiro de 1955, assumiu o comando do 1º Grupo de Canhões Automáticos, que ocuparia até janeiro de 1956.
Pouco antes, em novembro de 1955, ficou à disposição do general Antônio José de Lima Câmara, comandante da 1ª Região Militar e executor do estado de sítio, que vigorou dessa data a fevereiro do ano seguinte. O estado de sítio foi uma decorrência do Movimento do 11 de Novembro de 1955, liderado pelo Ministro da Guerra demissionário, general Henrique Teixeira Lott, que colocou na chefia do governo o vice-presidente do Senado, Nereu Ramos, após ter afastado o presidente em exercício Carlos Luz, por considerá-lo envolvido em conspiração para impedir a posse de Juscelino Kubitschek e João Goulart, eleitos respectivamente presidente e vice-presidente da República em outubro de 1955. Atuou como auxiliar do comandante da censura à imprensa.
Durante os anos de 1956 e 1957, foi subcomandante e comandante interino da Escola de Comando e Estado-Maior do Exército. Em seguida, passou à disposição do Ministério da Fazenda a partir de outubro de 1957.

## Oficial General
Foi promovido a general-de-brigada em abril de 1958. De volta ao serviço ativo em julho de 1959, nesse mesmo mês assumiu a chefia do estado-maior do I Exército, cujo comandante era o marechal Odílio Denys. Exerceu suas funções até fevereiro de 1960, quando passou a chefiar o gabinete de Denys, já titular da pasta da Guerra. Permaneceu no cargo até setembro de 1961, logo após a renúncia de Jânio Quadros da presidência da República.
Após a renúncia de Jânio Quadros, durante a Campanha da Legalidade liderada por Leonel Brizola, ordenou ao comandante do III Exército que fosse bombardeado o Palácio Piratini, de onde Brizola dirigia as transmissões da Rede da Legalidade. A ordem entretanto não foi cumprida.. 
Foi promovido a general-de-divisão em março de 1964, mês em que foi deflagrado o movimento político-militar que depôs o presidente João Goulart. Durante o governo do marechal Humberto Castelo Branco, exerceu diversos cargos. Foi comandante da 1ª Divisão de Infantaria e da guarnição da Vila Militar em abril de 1964, presidente da Comissão Especial de Reversão do Exército ainda no mesmo ano. Entre 7 de maio de 1964 e 9 de dezembro de 1965, comandou a 1ª Região Militar, no Rio de Janeiro.
Em novembro de 1965, foi promovido a general-de-exército. Em seguida, foi Chefe do Departamento-Geral do Pessoal, entre 10 de dezembro de 1965 e 30 de maio de 1966.
Foi Comandante do III Exército, entre 26 de maio e 27 de novembro de 1966.
Posteriormente, foi chefe do Estado-Maior do Exército, de 5 de dezembro de 1966 a 29 de março de 1968, já no governo do marechal Artur da Costa e Silva.
Assumiu a chefia Estado-Maior das Forças Armadas entre 11 de março de 1968 e 30 de outubro de 1969. Em agosto de 1969, já constatada a impossibilidade de Costa e Silva permanecer no exercício da presidência devido a grave enfermidade, participou, na qualidade de chefe do EMFA, da reunião do Alto Comando das Forças Armadas que determinou o afastamento do vice-presidente Pedro Aleixo da linha sucessória e a constituição de uma junta militar, pelos três ministros militares, para governar o país em caráter temporário.
Nesse interregno, esteve cotado para a chefia do Executivo, juntamente com os generais Afonso de Albuquerque Lima, Antônio Carlos da Silva Murici, Aurélio de Lira Tavares, Siseno Sarmento e Emílio Garrastazu Médici. No entanto, desaprovando sua indicação, compareceu ao palácio Laranjeiras para solicitar à junta militar que não permitisse articulações em torno de seu nome. No dia 29 de setembro, foi convocada uma nova reunião do Alto Comando do Exército, de cuja pauta constava a apreciação da lista tríplice para a presidência da República, resultante das preferências dos quatro exércitos, que em seguida seria encaminhada ao Alto Comando das Forças Armadas, já com os resultados da Marinha e da Aeronáutica. Médici foi o único candidato indicado pelas três armas.

## Ministro do Exército

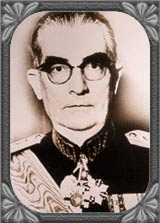
Foto do General Orlando Geisel existente na sala do Alto Comando do Exército

No dia 4 de outubro, juntamente com Lira Tavares, Orlando Geisel enviou telegrama a Médici, pedindo-lhe que não recusasse a presidência. No dia 18 seguinte, foi convidado pelo futuro presidente para ocupar o Ministério do Exército, mas condicionou sua aceitação a ter nas mãos todas as responsabilidades pela segurança nacional. Exerceu o cargo de Ministro do Exército, de 30 de outubro de 1969 a 15 de março de 1974, durante a presidência de Garrastazu Médici. Foi o primeiro filho de alemães a atingir esses altos cargos militares. Durante sua gestão, promoveu a total reforma do ministério e o reaparelhamento do Exército, substituindo o armamento obsoleto e gasto por equipamento moderno e eficiente, padronizando o calibre e adestrando a tropa.
A 14 de fevereiro de 1970 foi agraciado com a Grã-Cruz da Ordem Militar de Avis e a 8 de março de 1973 foi agraciado com a Grã-Cruz da Ordem do Infante D. Henrique de Portugal.
Com a aproximação do fim do mandato de Médici, teve seu nome mais uma vez cotado para o cargo de presidente. Na ocasião, desempenhou, segundo o Jornal do Brasil, um papel importante no processo que resultou na escolha de Ernesto Geisel para a presidência da República, consultando Médici sobre a existência de alguma restrição ao nome de seu irmão e afirmando que se houvesse, ele próprio aceitaria então a indicação. O resultado dos entendimentos foram favoráveis a Ernesto Geisel, que assumiu afinal a presidência em 15 de março de 1974.
Orlando planejava continuar no Ministério do Exército. Eleito, Ernesto não indicou o seu irmão, pois achava que isso era coisa de "república de bananas". Orlando não assimilou o novo papel institucional do Presidente, acusando-o de ingratidão. Os dois romperam desde quando Ernesto foi empossado. Deixou o serviço ativo do Exército logo após transmitir o cargo de Ministro ao general Vicente de Paulo Dale Coutinho.
Orlando não desocupou o imóvel destinado ao ministro do Exército - o Palacete Laguna, no Rio de Janeiro, antiga residência do "Chalaça", o ordenança de D. Pedro I. Ernesto, luterano e austero, nunca entendeu o comportamento do irmão. Os dois evitaram encontros públicos, muito embora as famílias continuassem a se frequentar. Há registros (não confirmados) de que se encontraram duas vezes, antes de Orlando morrer, em 1979. O general Sylvio Frota por outro lado desmente esta versão, revelando que o palácio foi cedido pelo próprio general Frota, que não quis ocupá-lo. Élio Gaspari também desmente, explicando que o general Orlando Geisel havia sofrido um AVC e permaneceu convalescendo no local, porém afirma que tal permanência no palácio causou polêmica na época.
Morreu em 30 de maio de 1979, aos 73 anos de idade, de parada cardíaca. Orlando está sepultado no Cemitério Campo da Esperança em Brasília .
Casou com Alzira, miss Cachoeira do Sul, nos anos 1930. Teve dois filhos, Augusto Guilherme e Lídia Geisel Domingues.

### Promoções
| Patente             | Data |
| ------------------- | ---- |
| Aspirante a oficial | 1925 |
| Segundo-tenente     | 1925 |
| Primeiro-tenente    | 1928 |
| Capitão             | 1933 |
| Major               | 1941 |
| Tenente-coronel     | 1945 |
| Coronel             | 1952 |
| General de brigada  | 1958 |
| General de divisão  | 1964 |
| General de exército | 1965 |